# Alturas, Kalifornien
Alturas är administrativ huvudort i Modoc County i Kalifornien. Vid 2010 års folkräkning hade Alturas 2 827 invånare.

## Kända personer från Alturas
- Ernest S. Brown, politiker